# 1970年
1970年（1970 ねん）は、西暦（グレゴリオ暦）による、木曜日から始まる平年。昭和45年。

## 他の紀年法
- 干支：庚戌（かのえ いぬ）
- 日本（月日は一致）
  - 昭和45年
  - 皇紀2630年
- 大韓民国（月日は一致）
  - 大韓民国52年
  - 檀紀4303年
- 中華民国（月日は一致）
  - 中華民国59年
- 朝鮮民主主義人民共和国（月日は一致）
  - 主体59年
- 仏滅紀元：2512年 - 2513年
- イスラム暦：1389年10月22日 - 1390年11月3日
- ユダヤ暦：5730年4月23日 - 5731年4月3日
- Unix Time：0 - 31535999
- 修正ユリウス日(MJD)：40587 - 40951
- リリウス日(LD)：141428 - 141792

※主体暦は、朝鮮民主主義人民共和国で1997年に制定された。

## カレンダー
| 1月 |    |    |    |    |    |    |
| 日  | 月 | 火 | 水 | 木 | 金 | 土 |
|     |    |    |    | 1  | 2  | 3  |
| 4   | 5  | 6  | 7  | 8  | 9  | 10 |
| 11  | 12 | 13 | 14 | 15 | 16 | 17 |
| 18  | 19 | 20 | 21 | 22 | 23 | 24 |
| 25  | 26 | 27 | 28 | 29 | 30 | 31 |
|     |    |    |    |    |    |    |

| 2月 |    |    |    |    |    |    |
| 日  | 月 | 火 | 水 | 木 | 金 | 土 |
| 1   | 2  | 3  | 4  | 5  | 6  | 7  |
| 8   | 9  | 10 | 11 | 12 | 13 | 14 |
| 15  | 16 | 17 | 18 | 19 | 20 | 21 |
| 22  | 23 | 24 | 25 | 26 | 27 | 28 |
|     |    |    |    |    |    |    |

| 3月 |    |    |    |    |    |    |
| 日  | 月 | 火 | 水 | 木 | 金 | 土 |
| 1   | 2  | 3  | 4  | 5  | 6  | 7  |
| 8   | 9  | 10 | 11 | 12 | 13 | 14 |
| 15  | 16 | 17 | 18 | 19 | 20 | 21 |
| 22  | 23 | 24 | 25 | 26 | 27 | 28 |
| 29  | 30 | 31 |    |    |    |    |
|     |    |    |    |    |    |    |

| 4月 |    |    |    |    |    |    |
| 日  | 月 | 火 | 水 | 木 | 金 | 土 |
|     |    |    | 1  | 2  | 3  | 4  |
| 5   | 6  | 7  | 8  | 9  | 10 | 11 |
| 12  | 13 | 14 | 15 | 16 | 17 | 18 |
| 19  | 20 | 21 | 22 | 23 | 24 | 25 |
| 26  | 27 | 28 | 29 | 30 |    |    |
|     |    |    |    |    |    |    |

| 5月 |    |    |    |    |    |    |
| 日  | 月 | 火 | 水 | 木 | 金 | 土 |
|     |    |    |    |    | 1  | 2  |
| 3   | 4  | 5  | 6  | 7  | 8  | 9  |
| 10  | 11 | 12 | 13 | 14 | 15 | 16 |
| 17  | 18 | 19 | 20 | 21 | 22 | 23 |
| 24  | 25 | 26 | 27 | 28 | 29 | 30 |
| 31  |    |    |    |    |    |    |
|     |    |    |    |    |    |    |

| 6月 |    |    |    |    |    |    |
| 日  | 月 | 火 | 水 | 木 | 金 | 土 |
|     | 1  | 2  | 3  | 4  | 5  | 6  |
| 7   | 8  | 9  | 10 | 11 | 12 | 13 |
| 14  | 15 | 16 | 17 | 18 | 19 | 20 |
| 21  | 22 | 23 | 24 | 25 | 26 | 27 |
| 28  | 29 | 30 |    |    |    |    |
|     |    |    |    |    |    |    |

| 7月 |    |    |    |    |    |    |
| 日  | 月 | 火 | 水 | 木 | 金 | 土 |
|     |    |    | 1  | 2  | 3  | 4  |
| 5   | 6  | 7  | 8  | 9  | 10 | 11 |
| 12  | 13 | 14 | 15 | 16 | 17 | 18 |
| 19  | 20 | 21 | 22 | 23 | 24 | 25 |
| 26  | 27 | 28 | 29 | 30 | 31 |    |
|     |    |    |    |    |    |    |

| 8月 |    |    |    |    |    |    |
| 日  | 月 | 火 | 水 | 木 | 金 | 土 |
|     |    |    |    |    |    | 1  |
| 2   | 3  | 4  | 5  | 6  | 7  | 8  |
| 9   | 10 | 11 | 12 | 13 | 14 | 15 |
| 16  | 17 | 18 | 19 | 20 | 21 | 22 |
| 23  | 24 | 25 | 26 | 27 | 28 | 29 |
| 30  | 31 |    |    |    |    |    |
|     |    |    |    |    |    |    |

| 9月 |    |    |    |    |    |    |
| 日  | 月 | 火 | 水 | 木 | 金 | 土 |
|     |    | 1  | 2  | 3  | 4  | 5  |
| 6   | 7  | 8  | 9  | 10 | 11 | 12 |
| 13  | 14 | 15 | 16 | 17 | 18 | 19 |
| 20  | 21 | 22 | 23 | 24 | 25 | 26 |
| 27  | 28 | 29 | 30 |    |    |    |
|     |    |    |    |    |    |    |

| 10月 |    |    |    |    |    |    |
| 日   | 月 | 火 | 水 | 木 | 金 | 土 |
|      |    |    |    | 1  | 2  | 3  |
| 4    | 5  | 6  | 7  | 8  | 9  | 10 |
| 11   | 12 | 13 | 14 | 15 | 16 | 17 |
| 18   | 19 | 20 | 21 | 22 | 23 | 24 |
| 25   | 26 | 27 | 28 | 29 | 30 | 31 |
|      |    |    |    |    |    |    |

| 11月 |    |    |    |    |    |    |
| 日   | 月 | 火 | 水 | 木 | 金 | 土 |
| 1    | 2  | 3  | 4  | 5  | 6  | 7  |
| 8    | 9  | 10 | 11 | 12 | 13 | 14 |
| 15   | 16 | 17 | 18 | 19 | 20 | 21 |
| 22   | 23 | 24 | 25 | 26 | 27 | 28 |
| 29   | 30 |    |    |    |    |    |
|      |    |    |    |    |    |    |

| 12月 |    |    |    |    |    |    |
| 日   | 月 | 火 | 水 | 木 | 金 | 土 |
|      |    | 1  | 2  | 3  | 4  | 5  |
| 6    | 7  | 8  | 9  | 10 | 11 | 12 |
| 13   | 14 | 15 | 16 | 17 | 18 | 19 |
| 20   | 21 | 22 | 23 | 24 | 25 | 26 |
| 27   | 28 | 29 | 30 | 31 |    |    |
|      |    |    |    |    |    |    |

## できごと
日本のニュースは1970年の日本に記載のこと。

### 1月
- 1月5日 - アメリカ合衆国でオール・マイ・チルドレンが放送開始[1]。
- 1月15日 - ビアフラ共和国が降伏し、ビアフラ戦争が終結[2][3]。

### 2月
- 2月10日 - ヴァル＝ディゼール（フランス）の雪崩で、41人の観光客が死去[4]。
- 2月18日 - ニクソン大統領が外交教書を議会に提出。

### 3月
- 3月1日 - アメリカ軍、嘉手納基地を新たな輸送戦略基地に決定。
- 3月5日 - 核拡散防止条約が発効。
- 3月14日 - 日本万国博覧会（大阪万博）開幕（ - 9月13日）。
- 3月18日 - カンボジアでクーデター、シアヌークが解任、ロンノル将軍が実権掌握[5]。
- 3月19日 - ヴィリー・ブラント西独首相とヴィリー・シュトフ東独首相がエアフルトで初の東西ドイツ首脳会談。
- 3月31日 - 日本航空機よど号ハイジャック事件発生。

### 4月
- 4月5日 - 周恩来が北朝鮮を訪問。
- 4月10日 - ビートルズ事実上解散。
- 4月11日 - アポロ13号打ち上げ。2日後の4月13日に酸素タンクの爆発事故が発生する。
- 4月16日 - ウィーンで、米ソがSALT本会議開始。
- 4月19日 - 松村謙三が周恩来中国首相と会見。
- 4月24日 - 中華人民共和国が初の人工衛星東方紅1号の打ち上げに成功。
- 4月30日 - 米軍と南ベトナム軍がカンボジアに侵攻。

### 5月
- 5月4日 - オハイオ州にて、ケント州立大学銃撃事件が発生。集会の参加者に州兵が発砲し、4人の死亡者と9人の重軽傷者を出した。
- 5月15日 - フランスが南太平洋で核実験。
- 5月18日 - 総武線で国鉄総武線暴走事故が発生。通勤用電車が回路のショートにより、乗客500人を乗せたまま13分に渡って暴走した。
- 5月31日 - ペルー北部で大地震、マグニチュード7.5、死者およそ7万人。

### 6月
- 6月4日 - トンガ王国独立、英連邦に加入。
- 6月18日 - 英国で総選挙、保守党が勝利。
- 6月23日 - 日米安全保障条約自動延長。
- 6月24日 - 米上院、トンキン湾決議を廃棄。
- 6月26日 - チェコスロバキア共産党、アレクサンドル・ドプチェク前第一書記など改革派幹部を除名（プラハの春事実上終焉）。
- 6月29日 - 米軍、カンボジアから撤退完了。

### 7月
- 7月3日 - マンチェスターからバルセロナに向かって飛行中のダン・エア・サービスのDH106 コメットがバルセロナ近郊に墜落、乗員乗客112名全員が死亡。
- 7月10日 - コメコンが国際投資銀行設立協定に調印。
- 7月21日 - アラブ連合のアスワンハイダム完成。
- 7月22日 - アラブ連合、米国の中東和平案を受け入れるが、パレスチナゲリラ、シリア、イラク、アルジェリアは拒否、イスラエルは受諾。
- 7月23日 - カーブース・ビン＝サイードがオマーンのスルタンに即位。
- 7月26日 - オマーンで宮廷クーデター。
- 7月26日 - キューバのカストロが、キューバは経済危機に直面していると演説。
- 7月26日 - 福岡大学ワンダーフォーゲル部ヒグマ事件

### 8月
- 8月3日 - 米国、原子力潜水艦に核兵器装備の多弾頭ミサイルの水中からの発射実験に成功。
- 8月8日 - アラブ連合とイスラエル、スエズ地域で停戦。
- 8月13日 - ソビエト・西ドイツ武力不行使条約締結。

### 9月
- 9月6日 - パレスチナゲリラがヨーロッパで旅客機を4機ハイジャック。
- 9月8日 - 非同盟諸国会議がザンビアで開催される。参加国は54。
- 9月13日 - 日本万国博覧会（大阪万博）閉幕。延べ入場者数約6421万人。
- 9月16日 -ヨルダン国王フセイン1世が軍事政権を発足させ全土に戒厳令。
- 9月17日 - ヨルダン政府軍がアンマンのゲリラを攻撃、いわゆる黒い九月事件。
- 9月17日 - ソニー、ニューヨーク証券取引所に上場（ADR）。
- 9月22日 - 米上院で大気汚染防止法案（マスキー法）が可決される。
- 9月25日 - ヨルダン国王フセインとPLO議長アラファト、停戦合意。
- 9月28日 - 国際決済機関クリアストリームが11カ国66大手金融機関により設立される。
- 9月28日 - アラブ連合のナセル急死、後任にサダト。

### 10月
- 10月5日 - カナダにて、独立を目指すケベック解放戦線が、英商務官を誘拐し、政治犯の釈放を要求。
- 10月6日 - ポンピドー（フランス）が訪ソ。
- 10月7日 - ニクソンがインドシナ和平提案、北ベトナムも南ベトナムも拒否。
- 10月8日 - アレクサンドル・ソルジェニーツィンのノーベル文学賞受賞が発表される。
- 10月9日 - カンボジアがクメール共和国へ移行を宣言。
- 10月10日 - フィジー諸島が独立を宣言し、英連邦と国連に加盟。
- 10月14日 - 中国、ソ連、米国、同日に核実験。
- 10月24日 - チリ大統領選選挙で、人民連合のサルバドール・アジェンデが当選[6]。
- 10月29日 - 米ソが宇宙協力協定に調印。

### 11月
- 11月 - 東パキスタンでサイクロンによる被害、死者行方不明者は約30万人。
- 11月3日 - サルバドール・アジェンデがチリ大統領に就任。
- 11月6日 - イタリア、中国と国交樹立。
- 11月10日 - パキスタンのヤヒヤー・ハーン大統領が北京を訪問。
- 11月13日 - シリアでクーデター、アサド国防相が実権掌握。
- 11月17日 - ソ連の月面車ルノホート1号が月に着陸（初めて他の天体に着陸したローバー）。
- 11月30日 - 南イエメン、イエメン人民民主共和国と改称。

### 12月
- 12月3日 - 中国・新華社通信が「尖閣諸島は中国領」と報道。
- 12月7日 - 西ドイツとポーランド、国交正常化条約に調印。
- 12月14日 - ポーランドのグダニスクで暴動。
- 12月15日 - ソ連の宇宙探査機ベネラ7号が金星に着陸し、他の惑星に着陸した初の探査機となる。
- 12月15日 - 南営号沈没事故起こる。
- 12月15日 - ハイジャック防止条約を採択。
- 12月20日 - ポーランド統一労働者党の第一書記ゴムルカ辞任、後任はギェレク。
- 12月20日 -  パキスタンのヤヒヤー・ハーン大統領が退任、後任はズルフィカール・アリー・ブットー。

### 日付不詳
- 北海と南シベリアで大油田発見。

## スポーツ

### 野球
- 第67回ワールドシリーズ
  - ボルチモア・オリオールズ（ア・リーグ） （4勝1敗） シンシナティ・レッズ（ナ・リーグ）

### ボクシング
- 2月、ヘビー級のジョー・フレイジャーがジミー・エリスを4回KOで破った。WBA王座を吸収するとともに、空位のWBC王座を獲得して、統一世界ヘビー級王座に就いた。

### サッカー
- バロンドール
  - ゲルト・ミュラー

### モータースポーツ
- F1世界選手権
  - ドライバーズチャンピオン ヨッヘン・リント
  - コンストラクターズチャンピオン
    - シャーシ ロータス
    - エンジン フォード
- ロードレース世界選手権
  - 500cc ジャコモ・アゴスチーニ
  - 250cc ロドニー・ゴウルド

## 芸術・文化

### 音楽

#### ヒット曲、話題曲
- サイモン&ガーファンクル「明日に架ける橋」
- カーペンターズ「遥かなる影」
- ゲス･フー「アメリカン･ウーマン」
- B・J・トーマス「雨にぬれても」
- エドウィン･スター「黒い戦争」
- クロスビー、スティルス、ナッシュ&ヤング 「オハイオ」
- ニール・ヤング 「オンリー・ラヴ・キャン・ブレイク・ユア・ハート」
- ジョン・オノ・レノン&プラスティック・オノ・バンド 「インスタント・カーマ」
- ジェームズ・ブラウン 「セックス・マシーン」
- ザ・マッシュ 「もしも、あの世にゆけたら」
- サイモン&ガーファンクル「いとしのセシリア」「コンドルは飛んで行く」
- ジェリー・ウォレス「男の世界」
- ホセ・フェリシアーノ「雨のささやき」
- シルヴィ・ヴァルタン「悲しみの兵士」
- ショッキング・ブルー「ヴィーナス」
- フランシス・レイ・オーケストラ「雨の訪問者」

### 映画
- 第43回アカデミー作品賞
  - パットン大戦車軍団
- 同ノミネート作
  - 大空港
  - ファイブ・イージー・ピーセス
  - ある愛の詩
  - M★A★S★H マッシュ
- その他話題作など
  - 続・猿の惑星
  - トラ・トラ・トラ!
  - 家族
  - イージー・ライダー
  - サテリコン
  - ひまわり
  - おしゃれキャット

## 誕生

### 1月
- 1月9日 - 合田雅吏、俳優
- 1月11日 - 広田一成、俳優、中国武術家
- 1月12日 - ナイジェル・ウィルソン、元プロ野球選手
- 1月17日 - スティーブ・アシェイム、ミュージシャン（ディーサイド）
- 1月21日 - アレン・ボクシッチ、元サッカー選手
- 1月21日 - ケン・レオン、俳優
- 1月23日 - シャーマン・オバンドー、元メジャーリーガー
- 1月23日 - オレグ・オフシアンニコフ、フィギュアスケート選手
- 1月23日 - イ・ジョンウン、女優
- 1月26日 - ダン・カールソン、元プロ野球選手
- 1月27日 - エマニュエル・パユ、フルート奏者
- 1月30日 - 鈴木麻里子、声優

### 2月
- 2月1日 - エドウィン・ハタド、元プロ野球選手
- 2月4日 - マリナ・エルツォワ、フィギュアスケート選手
- 2月5日 - クリス・ブロック、元プロ野球選手
- 2月5日 - 生駒治美、声優
- 2月7日 - 福沢博文、俳優、スーツアクター
- 2月8日 - アロンゾ・モーニング、元バスケットボール選手
- 2月10日 - アルベルト・カスティーヨ、元メジャーリーガー
- 2月16日 - アンジェロ・ペルッツィ、元サッカー選手
- 2月18日 - 岩男潤子、声優
- 2月19日 - ウ・ジョンシン、韓国声優
- 2月19日 - 笠原弘子、声優
- 2月24日 - ニール・サリバン、サッカー選手
- 2月27日 - マーク・パンサー、ミュージシャン（globe）

### 3月
- 3月4日 - アレックス・クリビーレ、レーシングライダー
- 3月4日 - 河本忍、俳優
- 3月5日 - 渡瀬悠宇、漫画家
- 3月7日 - ヤンネ・トルサ、音楽家
- 3月8日 - 笠原留美、声優
- 3月11日 - ペドロ・カステヤーノ、元プロ野球選手
- 3月19日 - ミハエル・クルム、ドイツのレーシングドライバー
- 3月21日 - 新山志保、声優（+ 2000年）
- 3月28日 - 岡孝博、彫刻家
- 3月31日 - 宮迫博之、お笑い芸人

### 4月
- 4月7日 - レイフ・オヴェ・アンスネス、ピアニスト
- 4月11日 - ジョー・ビティエロ、元プロ野球選手
- 4月11日 - ショーン・バーグマン、元プロ野球選手
- 4月25日 - 川上とも子、声優（+ 2011年）
- 4月28日 - ディエゴ・シメオネ、元サッカー選手・サッカー指導者
- 4月29日 - アンドレ・アガシ、テニス選手
- 4月29日 - ユマ・サーマン、女優

### 5月
- 5月2日 - ジョー・クロフォード、元プロ野球選手
- 5月2日 - グレン・ユングストローム、ミュージシャン
- 5月3日 - ボビー・カナヴェイル、俳優
- 5月7日 - リード・シークリスト、元プロ野球選手
- 5月7日 - マーク・スミス、元プロ野球選手
- 5月8日 - ルイス・エンリケ、元サッカー選手、サッカー指導者
- 5月8日 - ナオミ・クライン、ジャーナリスト、作家、活動家
- 5月11日 - スンナ・グンロイグス、ピアニスト
- 5月12日 - サマンサ・マシス、女優
- 5月15日 - アン・アキコ・マイヤース、ヴァイオリニスト
- 5月17日 - セバスチャン・ブリテン、フィギュアスケート選手
- 5月17日 - ファドワ・スライマーン（英語版）、女優・声優（+2017年）
- 5月18日 - ティナ・フェイ、女優、脚本家
- 5月22日 - ナオミ・キャンベル、スーパーモデル
- 5月25日 - ルイス・オルティス、元メジャーリーガー
- 5月25日 - ゆきのさつき、声優
- 5月26日 - 和月伸宏、漫画家
- 5月27日 - つの丸、漫画家
- 5月29日 - ロベルト・ディ・マッテオ、元サッカー選手、サッカー指導者

### 6月
- 6月2日 - ピエール北川、フリーアナウンサー
- 6月3日 - ピーター・テクレン、ミュージシャン、音楽プロデューサー、レコーディング・エンジニア
- 6月6日 - 山口太郎、声優
- 6月7日 - カフー、サッカー選手
- 6月11日 - ビル・セルビー、元プロ野球選手
- 6月16日 - フィル・ミケルソン、プロゴルファー
- 6月24日 - 岩永哲哉、声優
- 6月25日 - ローペ・ラトヴァラ、ミュージシャン
- 6月26日 - 奥井隆一、俳優

### 7月
- 7月3日 - ショウニー・スミス、女優
- 7月3日 - 永島由子、声優
- 7月6日 - ハーラル・ナエヴダル、ミュージシャン
- 7月8日 - ベック、ミュージシャン
- 7月11日 - 長沢美樹、声優
- 7月12日 - イ・ビョンホン、俳優
- 7月14日 - ナタリヤ・ミシュクテノク、フィギュアスケート選手
- 7月22日 - 前田勝久、気象情報士
- 7月23日 - ポヴィラス・ヴァナガス、フィギュアスケート選手
- 7月23日 - 乃村健次、声優
- 7月28日 - イザベル・ブラスール、フィギュアスケート選手
- 7月29日 - ジョナ・ファルコン、俳優
- 7月30日 - クリストファー・ノーラン、映画監督、映画プロデューサー、脚本家
- 7月31日 - 山田きのこ、声優

### 8月
- 8月1日 - ディビッド・ジェームス、サッカー選手
- 8月1日 - エロン・リンデンシュトラウス、数学者
- 8月3日 - 桜井政博、ゲームクリエイター、ディレクター
- 8月6日 - M・ナイト・シャマラン、映画監督
- 8月7日 - グレッグ・パークル、元プロ野球選手
- 8月9日 - クリス・クオモ、ジャーナリスト
- 8月9日 - 芝原チャコ、声優
- 8月9日 - パット・マホームズ、元プロ野球選手
- 8月9日 - トーマス・レノン、俳優、脚本家、声優
- 8月13日 - エディ・ギャラード、元プロ野球選手
- 8月13日 - アラン・シアラー、元サッカー選手
- 8月14日 - 馬海泳、元野球選手
- 8月15日 - 李鍾範、元プロ野球選手
- 8月20日 - アディエル・パルマ、元野球選手
- 8月21日 - スレイド・キャラハン、騎手
- 8月21日 - クレイグ・カウンセル、メジャーリーガー
- 8月23日 - リヴァー・フェニックス、俳優（+ 1993年）
- 8月23日 - ジェイ・モーア、俳優、声優、コメディアン
- 8月24日 - 片桐順一郎、俳優
- 8月25日 - クラウディア・シファー、ファッションモデル、女優
- 8月25日 - 石井琢朗、元プロ野球選手
- 8月26日 - メリッサ・マッカーシー、女優、コメディアン、脚本家、プロデューサー
- 8月27日 - ジム・トーミ、元メジャーリーガー
- 8月28日 - 黒沢秀樹、ミュージシャン（L⇔R）、音楽プロデューサー、ギタリスト

### 9月
- 9月1日 - 高瀬右光、声優
- 9月7日 - トム・エヴェレット・スコット、俳優
- 9月8日 - くまいもとこ、声優
- 9月8日 - ラトレル・スプリーウェル、バスケットボール選手
- 9月9日 - ダン・ミセリ、プロ野球選手
- 9月13日 - 松岡由貴、声優
- 9月13日 - 千葉進歩、声優
- 9月18日 - 小栗雄介、女優
- 9月18日 - オジー・ティモンズ、元プロ野球選手
- 9月19日 - 今井由香、声優
- 9月21日 - サマンサ・パワー、ジャーナリスト、作家
- 9月22日 - エマニュエル・プティ、元サッカー選手
- 9月22日 - マイク・マシーニー、メジャーリーガー
- 9月22日 - ミスティカル、ラッパー
- 9月23日 - アーニー・ディフランコ、シンガーソングライター
- 9月25日 - アジャ・コング、プロレスラー
- 9月26日 - マルコ・エチェベリ、サッカー選手、サッカー指導者
- 9月27日 - タマラ・テイラー、テレビ女優
- 9月27日 - 羽生善治、将棋棋士
- 9月28日 - ブライアン・バンクス、元プロ野球選手
- 9月30日 - 風間勇刀、声優
- 9月30日 - 森下雅子、ファッションモデル

### 10月
- 10月5日 - 平野直樹、元サッカー選手
- 10月6日 - ダレン・オリバー、元メジャーリーガー
- 10月7日 - ティム・アンロー、元プロ野球選手
- 10月8日 - マット・デイモン、映画俳優
- 10月8日 - デーブ・ドスター、元プロ野球選手
- 10月8日 - オルメド・サインズ、元メジャーリーガー
- 10月9日 - アニカ・ソレンスタム、女子プロゴルファー
- 10月13日 - ポール・ポッツ、イギリスの歌手
- 10月14日 - トニー・ミッチェル、元プロ野球選手
- 10月18日 - アレックス・バロス、レーシングライダー
- 10月20日 - サンデル・ボスフケル、元サッカー選手
- 10月25日 - 関口英司、声優
- 10月25日 - ピーター・アーツ、格闘家
- 10月29日 - エトヴィン・ファン・デル・サール、元サッカー選手
- 10月29日 - フィリップ・コクー、元サッカー選手

### 11月
- 11月1日 - ミシェル・トゥームス、シンガー・ソングライター・ピアニスト
- 11月6日 - イーサン・ホーク、俳優
- 11月7日 - モーガン・スパーロック、映画監督（+ 2024年）
- 11月10日 - 加納千秋、声優
- 11月10日 - ジェニー・メノー、フィギュアスケート選手
- 11月12日 - トーニャ・ハーディング、フィギュアスケート選手
- 11月14日 - パックン、お笑いタレント（パックンマックン）
- 11月18日 - 西村ちなみ、声優
- 11月18日 - ヨハン・リーヴァ、ミュージシャン
- 11月23日 - オデッド・フェール、俳優
- 11月24日 - ジェイソン・ハッカミー、元プロ野球選手
- 11月27日 - セイン・カミュ、タレント
- 11月27日 - ヤン・ジョンファ、声優
- 11月30日 - ヤユク・バスキ、テニス選手

### 12月
- 12月9日 - トニー・タラスコ、元プロ野球選手
- 12月15日 - ランフランコ・デットーリ、騎手
- 12月15日 - リック・ヘリング、メジャーリーガー
- 12月17日 - ステラ・テナント、ファッションモデル（+ 2020年）
- 12月18日 - ロブ・ヴァン・ダム、プロレスラー
- 12月18日 - マイク・グラン、元プロ野球選手
- 12月18日 - DMX、音楽プロデューサー、ヒップホップMC、俳優
- 12月22日 - ユリコ・バッケス、政治家
- 12月31日 - ミシェル・ブリュネ、フィギュアスケート選手

## 人物以外
- 3月6日 - ハイセイコー、競走馬

## ノーベル賞
- 物理学賞 - ハンス・アルヴェーン　ルイ・ネール
- 化学賞 - ルイ・ルロワール
- 生理学・医学賞 - ベルンハルト・カッツ、ウルフ・スファンテ・フォン・オイラー、ジュリアス・アクセルロッド
- 文学賞 - アレクサンドル・ソルジェニーツィン
- 平和賞 - ノーマン・ボーローグ
- 経済学賞 - ポール・サミュエルソン

## その他
- Unix系オペレーティングシステムでは、この年の1月1日午前0時0分0秒 (UTC) を基準とした経過時間(UNIX時間)で時間管理が行われている。→2038年問題を参照。
- また、上記のUnix方式を採用しているApple(特にiPhone)製品は、2015年のアップデートで1970年1月1日に日付を変更すると再起動ができなくなるバグがあったが、2016年のアップデートによって改善された。